# Sven-Hansatjärnen
Sven-Hansatjärnen är en sjö i Härjedalens kommun i Härjedalen och ingår i Ljusnans huvudavrinningsområde. Sjöns area är 0,034 kvadratkilometer och den befinner sig 495 meter över havet.